# Mr. Mercedes (série télévisée)
Pour l’article homonyme, voir Mr. Mercedes.
Mr Mercedes est une série télévisée américaine en trente épisodes de 45 minutes créée par David E. Kelley d'après la trilogie de romans de Stephen King, Mr. Mercedes, et diffusée entre le 9 août 2017 et le 12 novembre 2019 sur Audience Network et au Canada à partir du 12 avril 2018 à Super Channel.
En Belgique, la série est diffusée depuis le 3 septembre 2018 sur Be 1. Au Québec, l'intégralité de la première saison est disponible depuis le 25 octobre 2018 sur la plateforme Club Illico, et à la télévision depuis le 15 octobre 2019 sur AddikTV, et en France, depuis fin mai 2019 via StarzPlay qui diffusera aussi la saison 3 dès le 19 septembre 2019. En Suisse, la saison 3 est diffusée dès le 10 février 2022 le jeudi soir sur RTS Un.

## Synopsis
Des dizaines de candidats à l'embauche sont réunis devant une salle où, dans quatre heures, des employeurs potentiels les recevront. C'est la nuit, les gens se parlent, se disputent, se reposent. Parmi eux, une mère et son bébé, un inconnu qui l'aide, un autre qui l'insulte. Tous attendent, fébriles, lorsque surgit une Mercedes qui les éblouit. Le conducteur, que l'on voit de dos, se couvre le visage d'un masque de clown et fonce sur la foule agglutinée : 16 morts et deux fois plus de blessés. Le détective Bill Hodges se rend sur place. Il sait que c'est un acte délibéré. Deux ans plus tard, alors qu'il est à la retraite mais toujours obsédé par cette tuerie non résolue, l'homme au masque de clown entre en contact avec lui, par des mails terrifiants et menaçants. Bill Hodges, ce vieux flic bougon, asocial, solitaire, reprend alors officieusement du service. Il veut savoir. À ses risques et périls…

## Distribution

### Acteurs principaux
- Brendan Gleeson (VF : Achille Orsoni) : Inspecteur Bill Hodges
- Harry Treadaway (VF : Alexis Tomassian) : Brady Hartsfield / Mr Mercedes
- Jharrel Jerome (VF : Alex Fondja) : Jerome Robinson
- Scott Lawrence (en) (VF : Paul Borne) : Inspecteur Peter Dixon
- Breeda Wool (VF : Adeline Germaneau) : Lou Linklatter

### Acteurs récurrents
- Holland Taylor (VF : Michèle Bardollet) : Ida Silver
- Nicole Barré (VF : Marie Bouvier) : Inspectrice Izzy Torres
- Justine Lupe (VF : Noémie Orphelin) : Holly Gibney
- Makayla Lysiak (VF : Cerise Calixte) : Barbara Robinson
- Jack Huston (VF : Thibaut Lacour) : Dr Felix Babineau (saison 2)
- Tessa Ferrer (VF : Audrey Sablé) : Cora Babineau (saison 2)
- Maximiliano Hernández (VF : Marc Saez) : Procureur adjoint Antonio Montez (saison 2)
- Virginia Kull (VF : Peggy Martineau) : Sadie McDonald (saison 2)
- Kate Mulgrew (VF : Isabelle Leprince) : Alma Lane (saison 3)
- Bruce Dern (VF : Georges Claisse) : John Rothstein (saison 3)
- Meg Steedle (VF : Camille Donda) : Danielle Sweeney (saison 3)
- Brett Gelman (VF : Laurent Morteau) : l'avocat Roland Flinkestein (saison 3)
- Natalie Paul (VF : Deborah Claude) : la substitut Sarah Pace (saison 3)

### Anciens acteurs principaux
- Kelly Lynch (VF : Patricia Piazza) : Deborah Hartsfield (saison 1)
- Robert Stanton (VF : Xavier Béjà) : Anthony « Robi » Frobisher (saison 1)

### Anciens acteurs secondaires
- Mary-Louise Parker (VF : Vanina Pradier) : Janey Patterson (saison 1)
- Ann Cusack (VF : Isabelle Gardien) : Olivia Trelawney (saison 1)
- Nancy Travis (VF : Martine Irzenski) : Donna Hodges (saison 1 & 2)

## Production
En mai 2016, David E. Kelley, le réalisateur Jack Bender et Sonar Entertainment obtiennent une commande directe de dix épisodes auxquels Brendan Gleeson et Anton Yelchin étaient déjà attachés. Yelchin étant décédé le mois suivant, il fut remplacé par Harry Treadaway en octobre.
Le casting principal débute en décembre, dans cet ordre : Kelly Lynch, Ann-Margret (Ida Silver) remplacée le mois suivant par Holland Taylor, puis Jharrel Jerome, Mary-Louise Parker, Justine Lupe, Breeda Wool, Scott Lawrence (en), Robert Stanton et Ann Cusack.
Le 10 octobre 2017, la série est renouvelée pour une deuxième saison. La production reprend en janvier 2018, ajoutant Jack Huston et Maximiliano Hernández à la distribution, ainsi que Tessa Ferrer et Virginia Kull.
Le 19 novembre 2018, la série est renouvelée pour une troisième saison.
La chaîne Audience étant fermée depuis mai 2020, les droits sont récupérés par le service Peacock de NBC en septembre, sans commander de nouveaux épisodes.

## Épisodes

### Première saison (2017), adaptation du romanMrMercedes
1. Prise de contact (Pilot)
2. À vos marques (On Your Mark)
3. Sous le parapluie bleu (Cloudy, With a Chance of Mayhem)
4. Quand les dieux chutent (Gods Who Fall)
5. Insomnie (The Suicide Hour)
6. Des gens sous la pluie (People in the Rain)
7. Willow Lake (Willow Lake)
8. Dans ses cendres (From the Ashes)
9. Le Marchand de glace (Ice Cream, You Scream, We All Scream)
10. Le Coup de maître (Jibber-Jibber Chicken Dinner)

### Deuxième saison (2018), adaptation du romanFin de Ronde
Elle est diffusée depuis le 22 août 2018.
1. Tu m'as manqué (Missed You)
2. Allons nous promener (Let's Go Roaming)
3. Tu peux rentrer chez toi maintenant (You Can Go Home Now)
4. Carte mère (Motherboard)
5. Andale (Andale)
6. Proximité (Proximity)
7. Des jours sombres (Fell on Black Days)
8. Personne ne met Brady à Crestmore (Nobody Puts Brady in a Crestmore)
9. Marche comme un homme (Walk Like a Man)
10. Fondu au Bleu (Fade to Blue)

### Troisième saison (2019), adaptation du romanCarnets Noirs
Elle est diffusée depuis le 10 septembre 2019.
1. Comme dans un roman policier (No Good Deed)
2. Folie (Madness)
3. D'amour et de haine (Love Lost)
4. Tâtonnements (Trial and Terror)
5. Bienvenue au cirque (Great Balls of Fire)
6. De mal en pis (Bad to Worse)
7. La Fin du début (The End of the Beginning)
8. Maman adorée (Mommy Deadest)
9. La pression monte (Crunch Time)
10. L'Homme qui brûle (Burning Man)